# Nymphaea capensis
Латаття капське (Nymphaea capensis) — вид рослини родини лататтєві.

## Назва
В англійській мові має назву «капська синя водяна лілія» (англ. Cape blue water lily).

## Історія
Вважають, що ця рослина є міфічним єгипетським блакитним лотосом. На єгипетських фресках зображено, що цій квітці поклонялися як символу життя.

## Будова
Рослина має товсті ризоми. Листя на довгих стеблах кругле, до 40 см в діаметрі, з хвилястим краєм. Молоде листя має пурпурні цятки на нижній стороні. Зіркоподібні яскраво сині квіти з'являються на довгих стеблах, відкриваються вдень,  мають 20-25 см в діаметрі. Вони дуже запашні. Мають 4 зелених чашелистика, блакитні пелюстки та жовті тичинки.

## Поширення та середовище існування
Зростає у водоймах глибиною 30-90 см у Африці та Мадагаскарі. Поширилася у тропічних регіонах всього світу.

## Практичне використання
У минулому кореневища рослини збирали у Південній Африці та їли у сирому чи приготовленому виді.

## Галерея

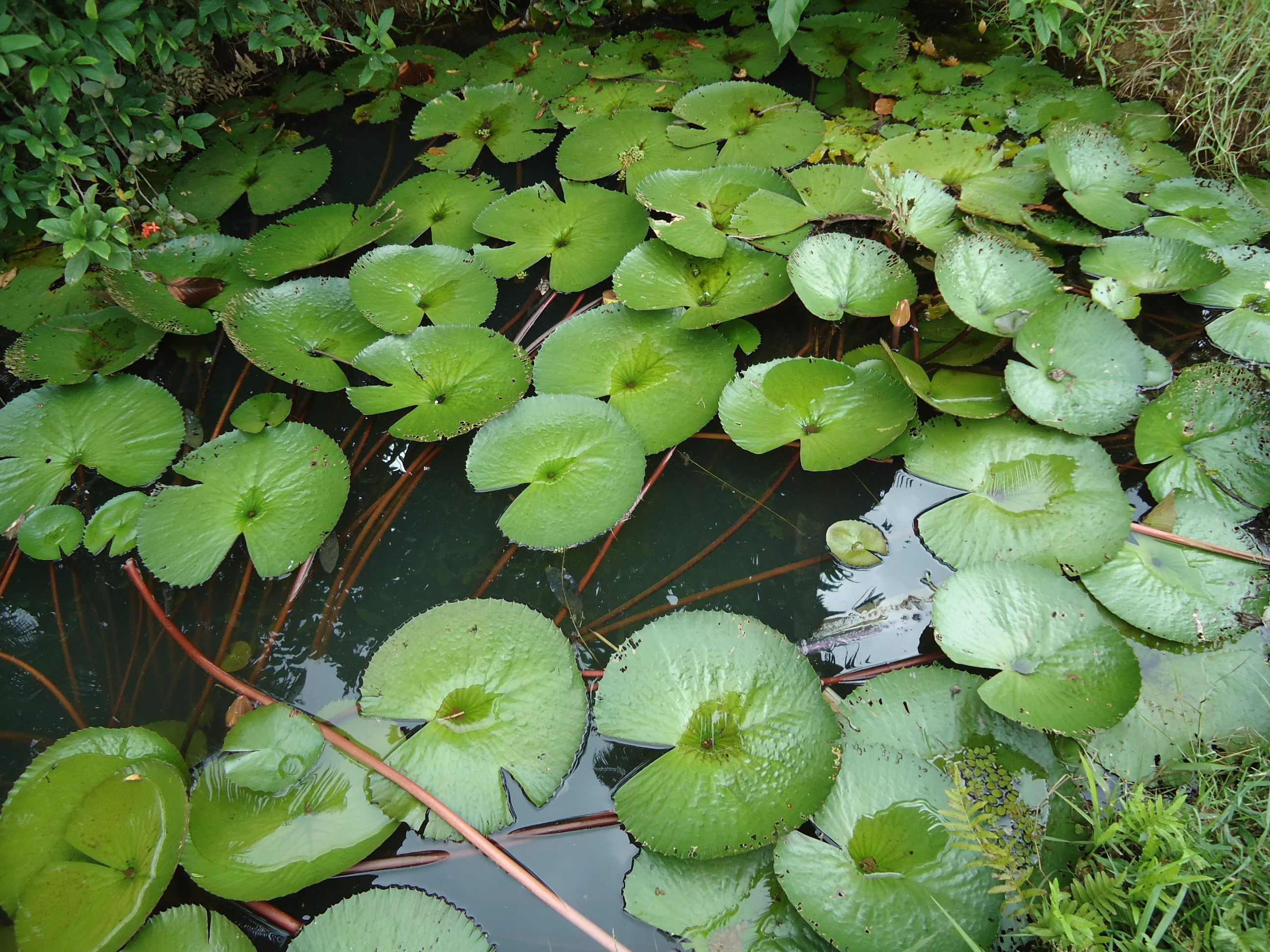
Листя
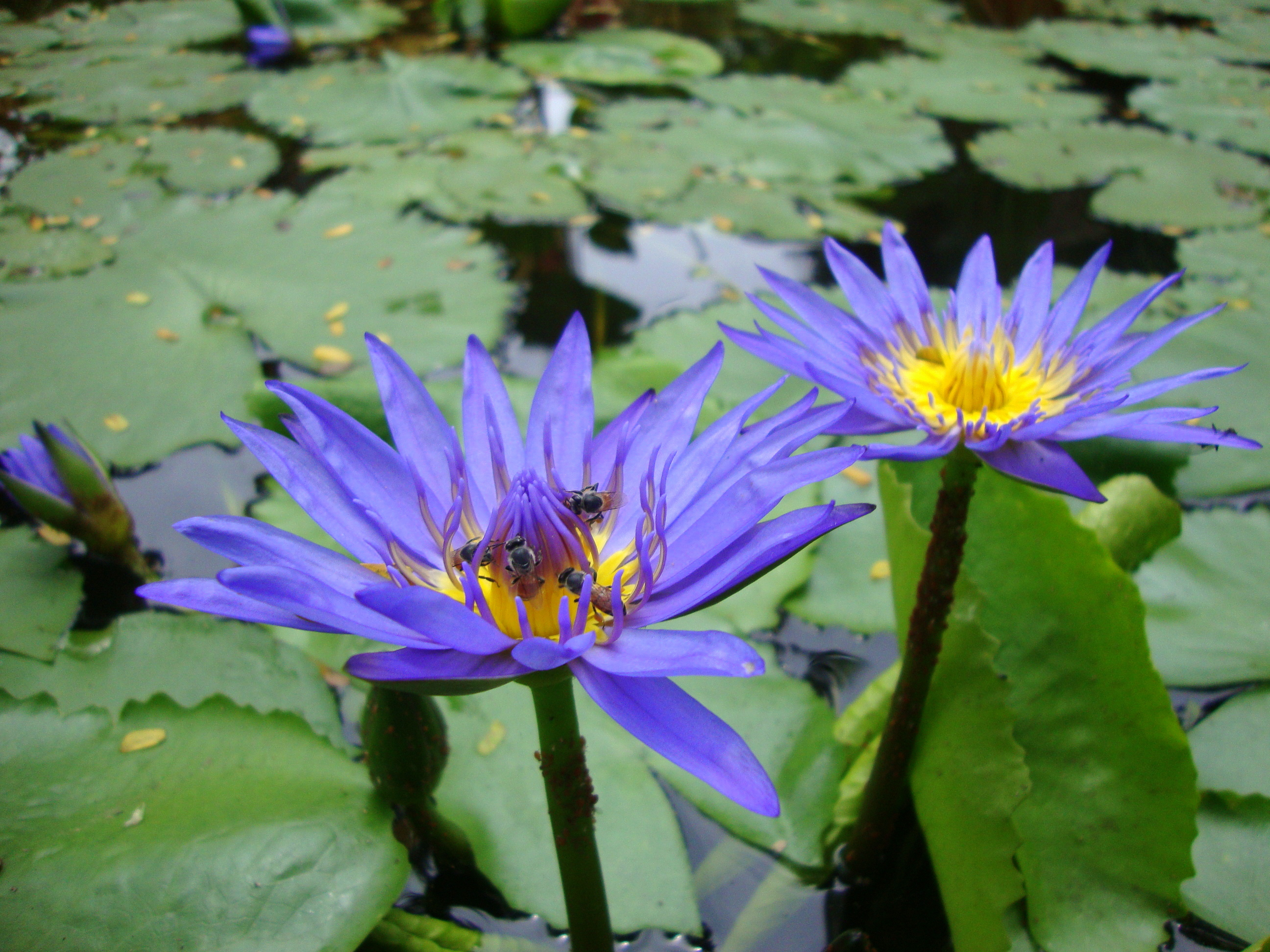
Квіти
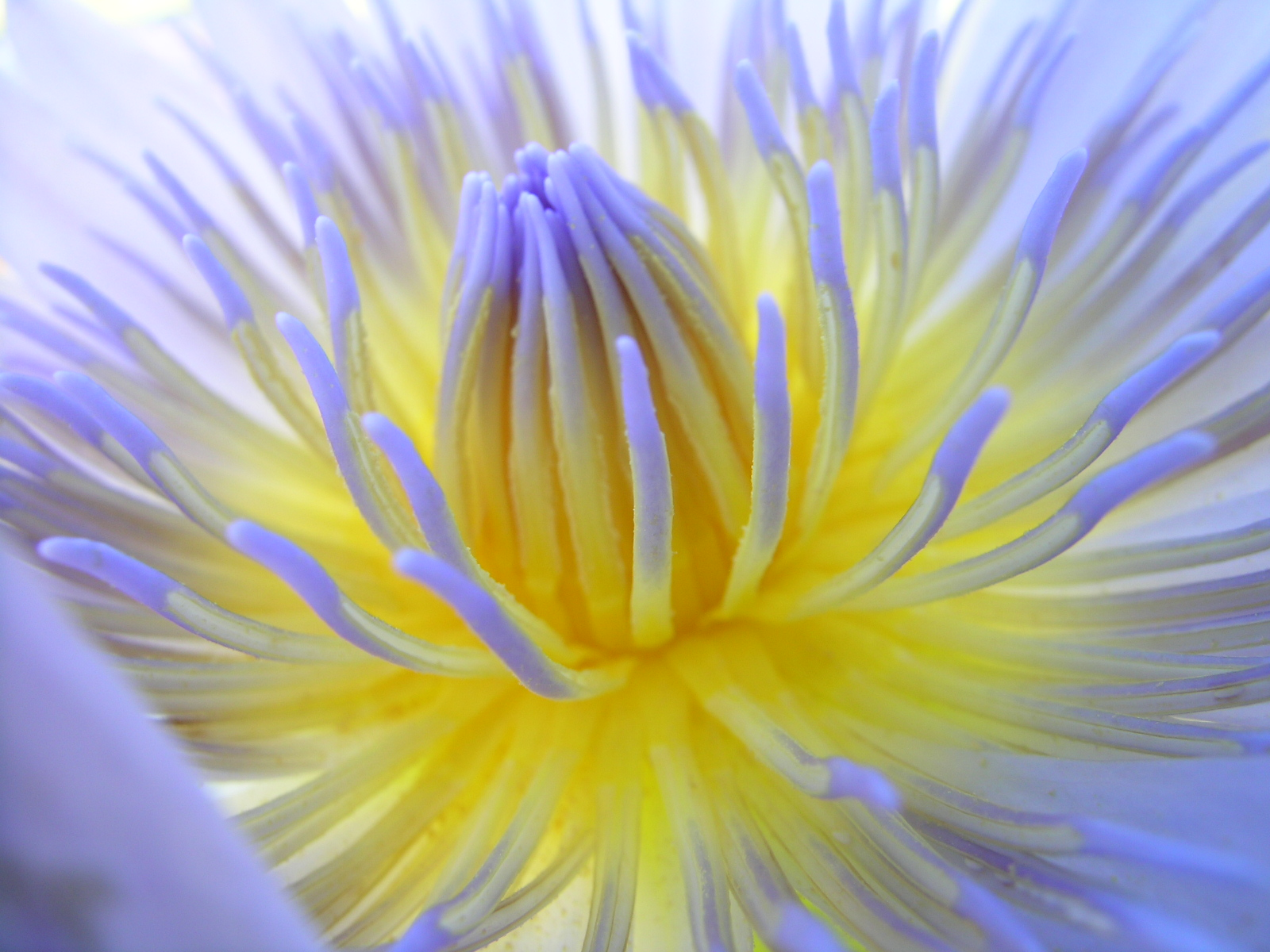
Тичинки